# Vodopád na Černém potoce
Vodopád Černého potoka se nachází na severní straně Jizerských hor, kde je obklopen strmými svahy Frýdlantského cimbuří. Od roku 1999 je oblast vyhlášena národní přírodní rezervací, dnes NPR Jizerskohorské bučiny. Vodopád nejvyšší části dosahuje výšky až 7 metrů.

## Lokalita

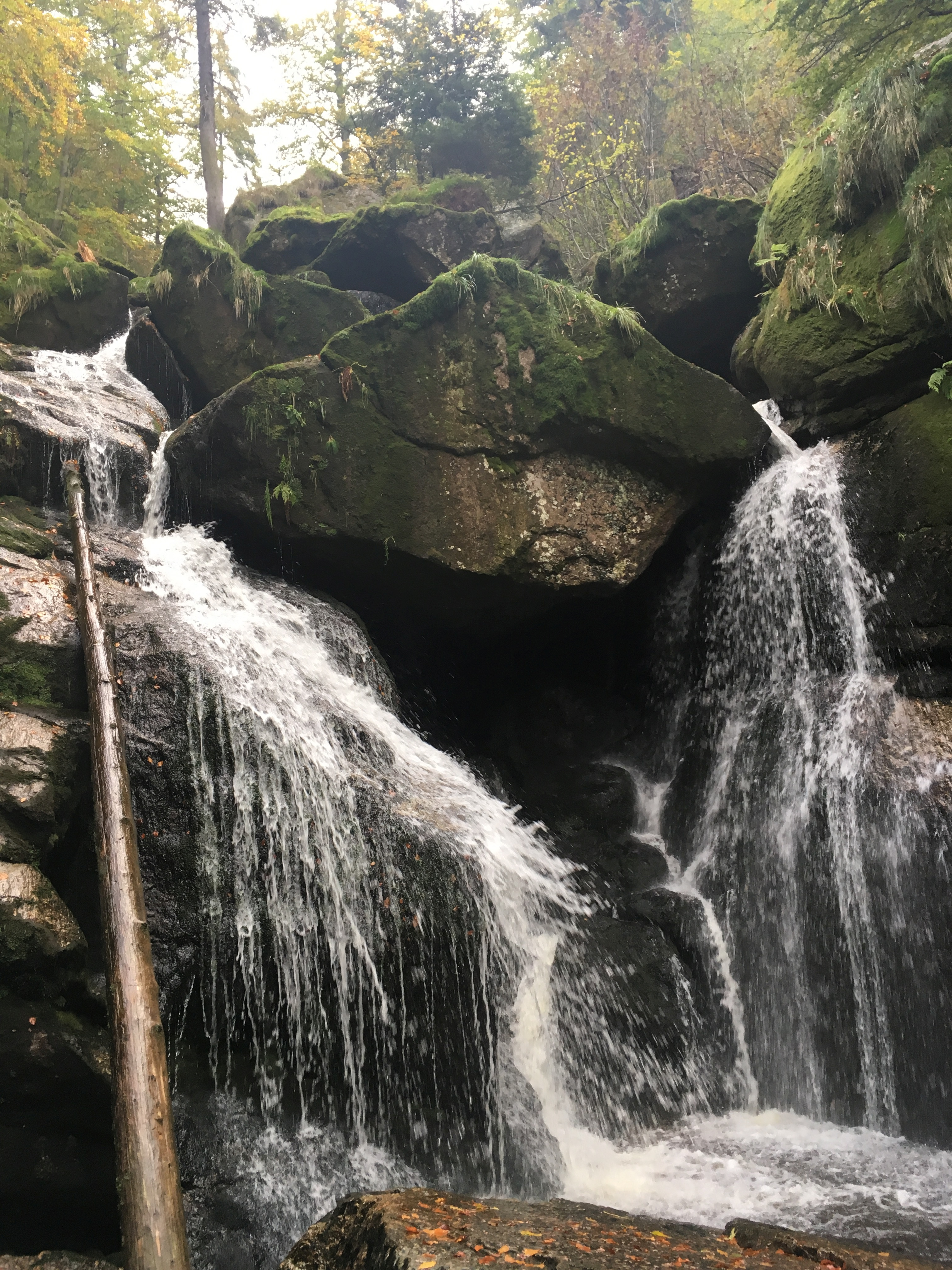
Vodopád na Černém potoce

Pramen Černého potoka můžeme najít pod Černou horou ve výšce cca 980 m nad mořem, přesněji u rašeliniště Na Čihadle, kde má dva prameny. Na své nedlouhé trati cca 6 km překonává převýšení přibližně 600 m, přičemž první kilometr je relativně po rovině, na dalších kilometrech pak najdeme četné rokle s vodopády.

## Charakteristika
Vodopád Černého potoka vznikl zaklíněním mohutného balvanu mezi jednotlivé skalní stěny. Výška vodopádu je 7 m a balvan uprostřed skalních stěn má rozměr přibližně 5 m. Balvan rozděluje vodopád do dvou ramen, které jsou doprovázeny řadou rozličných kaskád. Průměrný průtok zde nabývá objemu 170l/s.

## Přírodní poměry
Rostlinné zastoupení je zde velmi pestré. Najdeme zde komplex smíšených lesů, převážně bukových a také nejcennější lesní porosty Jizerských hor. Zároveň slouží jako genová banka, důležitá pro obnovu jizerskohorských lesů, které byly v minulosti poškozeny imisemi a nevhodným lesním hospodařením.  Z dřevin se zde vyskytují především buk lesní a javor klen, jedle bělokorá, jilm horský, jasan ztepilý, dub zimní, lípa srdčitá a velkolistá a javor mléč.
Mezi další důležité rostlinné zástupce patří mléčivec alpský, pryskyřník platanolistý, čípek objímavý nebo různé druhy kapradin.
Geologickým podložím je krkonošsko-jizerský masiv, který je zde zastoupen především porfyrickým středně zrnitým granodioritem. Na určitých místech se zde mohou vyskytovat vyrostlice živců. Vlivem zvětrávání a odnosem půdy v extrémních svazích zde vznikají rozmanité morfologické tvary. Svahy zde protínají hluboká zaříznutá údolí.
Fauna zde má také rozmanité zastoupení. Typickým zástupcem, který obývá bučiny je mlok skvrnitý. Za poslední roky zde opakovaně hnízdí sokol stěhovavý. Najdeme zde domov běžných lesních savců, například kuny skalní či jezevce lesního.

## Ochrana
Oblast byla roku 1999 vyhlášena národní přírodní rezervací Frýdlantské cimbuří, dnes však už spadá do NPR Jizerskohorské bučiny.
Tato oblast je součástí Ptačí oblasti Jizerských hor a zároveň významnou lokalitou v soustavě Natura 2000. Je zde dlouhodobá vize ponechání přirozeného vývoje přírody bez zásahu člověka.

## Turismus
Z městečka Hejnice, popř. obec Bílý Potok, kam se lze dopravit vlakem. Je třeba dostat se k rozcestí „U Liščí Boudy.“, kam vede z Bílého Potoka zelená turistická značka a je dlouhá cca 2 km. Žlutá je o cca km delší a vede z Hejnic. Následně nás zelená turistická značka vede po lehce stoupající trase až k rozcestí, kde zbývá zhruba 250 m k vodopádu.
Můžeme zde narazit na velké množství křížků, pomníčků a obrázků rozmístěné po horách, na památku různých událostí. Například vraždy, sebevraždy, úmrtí dřevorubců, pytláků či myslivců. V celých Jizerských horách jich je o poznání více, než v jiných horách.